# Glorfindel
Glorfindel ( Sindarin: ɡlɔrˈfindɛl) é um personagem fictício do legendarium de J. R. R. Tolkien ambientado na Terra-média. Ele pertence aos Noldor, um dos três grupos de Altos Elfos. O personagem e seu nome, que significa "loiro" ou "de cabelos dourados", foram criados por Tolkien entre 1916 e 1917, durante a redação inicial de A Queda de Gondolin [en], uma das primeiras histórias de seu legendário. Seu nome reflete seus cabelos dourados, uma característica distintiva, já que os Noldor geralmente têm cabelos escuros. Um personagem com o mesmo nome aparece em A Sociedade do Anel, o primeiro livro de O Senhor dos Anéis, ambientado na Terceira Era da Terra-média. Na narrativa, Glorfindel é retratado como um poderoso senhor élfico capaz de enfrentar os Nazgûl, servos espectrais de Sauron, resistindo a alguns deles sozinho. Glorfindel e uma versão da história da Queda de Gondolin também aparecem em O Silmarillion, publicado postumamente em 1977.
Em escritos posteriores, Tolkien explorou o passado de Glorfindel em materiais relacionados à Primeira Era da Terra-média. Ele trabalhou na ideia de que os dois personagens chamados Glorfindel poderiam ser a mesma pessoa, algo não evidente na versão publicada de O Senhor dos Anéis; essa questão tem sido debatida por estudiosos. As mudanças graduais no personagem, especialmente a introdução do tema da reencarnação, como parte do desenvolvimento contínuo do legendarium de Tolkien, foram analisadas por acadêmicos.
Na adaptação cinematográfica de O Senhor dos Anéis: A Sociedade do Anel (2001), dirigida por Peter Jackson, o papel de Glorfindel ao resgatar Frodo dos Nazgûl, emprestando seu cavalo, foi transferido para a elfa Arwen. Glorfindel também apareceu em vários jogos de videogame.

## Desenvolvimento

### Concepção e criação

Brasão de Bar-en-Lothglor (Casa da Flor Dourada), exibido nos escudos das forças lideradas por Glorfindel.

Em A Queda de Gondolin, que narra a conquista da cidade élfica Gondolin pelo Senhor Sombrio Morgoth, Tolkien escreve que o nome de Glorfindel significa "trança dourada", em referência aos seus cabelos dourados. Essa história, a primeira parte de O Livro dos Contos Perdidos [en], foi escrita por volta de 1916–17 e lida por Tolkien no Clube de Ensaios do Exeter College, Oxford na primavera de 1920. Uma versão condensada de A Queda de Gondolin aparece em O Silmarillion, onde o personagem é descrito como "Glorfindel de cabelos amarelos". Segundo Christopher Tolkien, filho de Tolkien, "esse era, desde o início, o significado de seu nome". Um elfo de mesmo nome aparece em O Senhor dos Anéis, escrito anos após o rascunho inicial de A Queda de Gondolin: em A Sociedade do Anel, ele auxilia o hobbit Frodo Bolseiro a escapar dos servos do Senhor Sombrio Sauron, sucessor de Morgoth.
Com a evolução de suas ideias ao longo dos anos, Tolkien escreveu sobre o passado de Glorfindel em diferentes momentos. No primeiro rascunho do "Conselho de Elrond [en]", que se tornaria parte de A Sociedade do Anel, os membros da Sociedade incluíam Frodo, Gandalf, Trotter (posteriormente Passolargo/Aragorn), Glorfindel, Durin, filho de Balin [en] (que se tornou Gimli, filho de Glóin), Sam, Merry [en] e Pippin [en]; Boromir e Legolas foram incluídos mais tarde. Notas iniciais para o Conselho de Elrond indicam que Glorfindel "fala de sua ascendência em Gondolin". Na versão final publicada de A Sociedade do Anel, Legolas representa os elfos, mas o poder atribuído a Glorfindel permanece, sendo ele descrito como forte o suficiente para enfrentar os Nazgûl e escolhido para guiar Frodo em segurança.
No final de sua vida, Tolkien dedicou seus últimos escritos à questão de Glorfindel e temas relacionados, conforme detalhado em Os Povos da Terra Média [en]. Christopher Tolkien afirmou que seu pai não concebeu o Glorfindel de O Senhor dos Anéis como a mesma pessoa que o elfo de mesmo nome em Gondolin, mas apenas reutilizou o nome. O problema residia na concepção original de Tolkien de que os espíritos dos elfos mortos eram reencarnados em seus corpos após um período semelhante a um Purgatório nos Salões de Mandos em Valinor, lar dos "deuses" de Tolkien, os Valar e Maiar, onde os elfos viviam antes de (re)migrarem para a Terra-média. Após a reencarnação, os elfos permaneciam em Valinor permanentemente.
Tolkien acabou decidindo que cada nome élfico deveria ser único, tornando os dois Glorfindels uma única pessoa. Em 1972, ele escreveu um ensaio explicando como Glorfindel retorna à Terra-média após sua morte na Primeira Era. Sobre o status de Glorfindel como exilado Noldor, Tolkien observou que ele deixou Valinor relutantemente, sendo inocente no Massacre dos Teleri, e que seu sacrifício ao derrotar o Balrog foi considerado "de importância vital para os desígnios dos Valar", recebendo uma dispensa da proibição dos exilados e sendo purificado de qualquer culpa. Após ser restaurado e permitido viver em Valinor, seu poder espiritual é amplificado, quase equiparável ao dos Maiar. Tolkien considerou incluir Glorfindel como companheiro de Gandalf durante sua viagem à Terra-média na Terceira Era, mas abandonou a ideia, pois atravessar a divisão entre Valinor e os "Círculos do Mundo" o tornaria "de maior poder e importância do que parece apropriado". Ele propôs que Glorfindel fosse enviado de volta à Terra-média pelos Valar por volta do ano c. 1600 da Segunda Era, quando Barad-dûr foi concluída e Sauron forjou o Um Anel, e enquanto Númenor ainda era aliada dos elfos sob Tar-Minastir. Em uma versão, ele é enviado como predecessor dos Istari (Magos); em outra, chega à Terra-média junto com os Magos Azuis. Em certo momento, Tolkien considerou Glorfindel como uma possível identidade para um dos Magos, mas descartou a ideia, pois os elfos não foram inicialmente concebidos como candidatos a Istari, que eram exclusivamente Maiar.

## Biografia

### Primeira Era

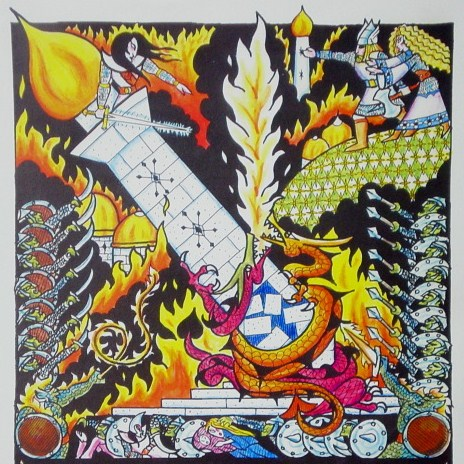
A queda da Torre de Turgon durante a Queda de Gondolin. Ilustração de en.

De acordo com O Silmarillion, Glorfindel nasceu por volta dos Anos das Árvores em Valinor. Ele integrou o séquito de Turgon, mas apenas por laços de parentesco, sem participar do Massacre em Alqualondë. Seguiu, no entanto, o restante dos Noldor em seu exílio. Glorfindel aparece posteriormente como um nobre senhor, um dos principais tenentes do rei Turgon, supervisionando sua retirada durante a Batalha das Lágrimas Inumeráveis. Após lutar na defesa da cidade, Glorfindel escapou junto com  Tuor, Idril, Eärendil e outros sobreviventes. O grupo atravessou as Montanhas Circundantes acima de Gondolin, mas foi emboscado por inimigos, incluindo um Balrog. Glorfindel enfrentou o Balrog e conseguiu derrotá-lo, mas foi mortalmente ferido. Seu corpo foi resgatado pela grande águia Thorondor e sepultado sob um túmulo de pedras, onde mais tarde cresceram flores amarelas. Em A Queda de Gondolin, relata-se que "Glorfindel e o Balrog" tornou-se um provérbio na cultura élfica, usado para descrever grande habilidade e coragem em batalha.
Após sua morte na Primeira Era, o espírito de Glorfindel foi para os Salões de Mandos em Valinor. Os Valar eventualmente o enviaram de volta à Terra-média em uma missão semelhante à dos Istari, que apareceram milhares de anos depois.

### Terceira Era
Em A Sociedade do Anel, Glorfindel foi enviado por Elrond de Valfenda na direção de onde os Nazgûl provavelmente viriam, para ajudar o hobbit Frodo a chegar a Valfenda. Ele colocou Frodo em seu cavalo, Asfaloth, e o fez cavalgar à frente até o outro lado do Vau de Bruinen, onde desafiou seus perseguidores. Durante o confronto com os Nazgûl na Ponte de Mitheithel, Glorfindel se revelou como um poderoso senhor élfico, terrível em sua ira; Frodo o viu como uma figura resplandecente. Ele quase foi capturado, mas conseguiu afugentar os Nazgûl para o rio próximo com a ajuda de Passolargo e dos companheiros hobbits de Frodo, onde foram arrastados por uma onda de água semelhante a cavalos em disparada, um encantamento criado por Elrond e Gandalf. Enquanto desfrutava da hospitalidade dos elfos em Valfenda, Frodo ficou encantado com a beleza e a estatura de Glorfindel e seus semelhantes. Ele ocupou um lugar de honra ao lado de Elrond e Gandalf no Salão do Fogo em Valfenda e participou do Conselho de Elrond, que deliberou sobre a resposta coletiva à descoberta do Um Anel. Demonstrou sabedoria incomum ao expressar cautela sobre enviar o Anel ao enigmático Tom Bombadil e sugeriu que o Anel fosse destruído e que os Três Anéis dos elfos fossem sacrificados para realizar essa missão.
Gandalf descreveu Glorfindel como "um dos poderosos dos Primogênitos" e "um senhor élfico de uma casa de príncipes". Quando Frodo pergunta sobre a proteção de Valfenda contra as forças de Sauron, Gandalf explica:
| “ | Em Valfenda ainda vivem alguns de seus principais inimigos: os sábios élficos, senhores dos Eldar vindos de além dos mares mais distantes. Eles não temem os Espectros do Anel, pois aqueles que habitaram o Reino Abençoado vivem ao mesmo tempo em ambos os mundos, e contra o Visível e o Invisível possuem grande poder. | ” |

Quando Elrond busca preencher as últimas duas vagas na Sociedade para destruir o Um Anel com membros de sua casa, Gandalf mencionou Glorfindel. Ele justificou a inclusão de Merry Brandebuque e Pippin Tûk dizendo:
| “ | Penso, Elrond, que neste assunto seria melhor confiar na amizade deles do que em grande sabedoria. Mesmo que escolhesse para nós um senhor élfico, como Glorfindel, ele não poderia invadir a Torre Sombria, nem abrir o caminho para o Fogo pelo poder que possui. | ” |

Um dos Apêndices geralmente publicados com o terceiro volume, O Retorno do Rei, relata que, no início da Terceira Era, Glorfindel liderou as forças élficas de Valfenda, dos Portos Cinzentos e Lothlórien contra Angmar na Batalha de Fornost. Lá, lutou ao lado de Eärnur, futuro rei de Gondor, e dos remanescentes do reino-irmão de Gondor, Arnor. Quando o Rei-bruxo de Angmar, Senhor dos Nazgûl e principal servo de Sauron, saiu para defender sua sede em Fornost, sua presença assustou o cavalo de Eärnur, fazendo o príncipe recuar, e o Rei-bruxo zombou dele. Glorfindel enfrentou o Rei-bruxo, que fugiu para a noite. Eärnur quis persegui-lo, mas Glorfindel o impediu e profetizou que o Rei-bruxo cairia no futuro distante, mas não "pela mão de um homem". Muitos anos depois, durante a Guerra do Anel, Éowyn (uma mulher) mata o Rei-bruxo na Batalha dos Campos do Pelennor, com a ajuda de Meriadoc Brandebuque [en] (um hobbit). Antes disso, a referência a "homem" na profecia [en] foi interpretada como significando que nenhum humano o mataria, e não que nenhum homem do sexo masculino o faria.

## Análise
Alexander Lewis e Elizabeth Currie argumentaram que Glorfindel foi uma "reutilização casual sem significado" e que Tolkien "se complicou, assim como leitores e críticos, ao tentar resolver se havia um ou dois personagens com esse nome". Don Anger especulou que a morte inequívoca de Glorfindel em A Queda de Gondolin pode ter impedido Tolkien de conectar explicitamente esse personagem de O Silmarillion com o elfo de mesmo nome na versão publicada de O Senhor dos Anéis. Anger sugeriu que a história resolvida de Glorfindel só foi "possivelmente realizada" com a publicação completa da série de 12 volumes A História da Terra Média [en] até 1996. Ele explicou que, como grande parte do material de fundo sobre Glorfindel não foi publicada quando O Silmarillion saiu postumamente, vários compêndios de Tolkien tiveram que especular para satisfazer a curiosidade dos leitores sobre a morte e reaparição do personagem em O Senhor dos Anéis, citando O Guia Completo da Terra-média: de O Hobbit a O Silmarillion [en] como exemplo.
O tema da reencarnação e o conceito de elfos serem divinamente empoderados são explorados em sua maior extensão no legendarium de Tolkien por meio do personagem Glorfindel. Edmund Wainwright observou que Glorfindel é o melhor exemplo de um elfo masculino em O Senhor dos Anéis que incorpora o aspecto semidivino de seu povo, dado seu imenso poder. Verlyn Flieger [en] destacou que o conceito de encarnação élfica já era considerado na época da publicação de O Senhor dos Anéis. Ela sugeriu que, sendo um católico devoto, Tolkien inicialmente achou a ideia teologicamente problemática e biologicamente difícil; ele acabou concluindo que "é um ditado biológico" em seu mundo imaginário, com propósito "amplamente literário".
A estudiosa de Tolkien Elizabeth Whittingham [en] citou correspondências de leitores, especialmente católicos como o padre Murray e Peter Hastings, que levantaram questões que levaram a mudanças na mitologia da Terra-média, reconhecidas por Tolkien e seu filho Christopher. Whittingham observou que Tolkien buscou tornar seu "mundo secundário" compatível com seu "mundo primário", reconsiderando seu foco em explorações metafísicas e filosóficas a partir da década de 1950. Suas revisões aproximaram gradualmente os textos de seu legendário de um alinhamento com o cristianismo. Ela destacou que Glorfindel é uma exceção notável à decisão posterior de Tolkien de abandonar um de seus conceitos mais antigos, a reencarnação por renascimento, sendo a primeira tentativa de Tolkien de contemplar a representação de um elfo reencarnado.
Em uma série quinzenal do Tor.com sobre "Explorando os Povos da Terra-média", Megan Fontenot descreveu o papel de Glorfindel em A Sociedade do Anel como uma figura semelhante a um xamã, um mediador com acesso direto aos mundos espiritual (Valinor) e físico (Terra-média), com a função de proteger aqueles ameaçados pelas forças da Sombra. Ela observou que sua batalha anterior com o Balrog na Primeira Era serve como uma "iniciação" para uma jornada e prova xamânica.

## Em outras mídias

### Cinema e teatro
Na versão animada de O Senhor dos Anéis (1978), dirigida por Ralph Bakshi, o papel e as falas de Glorfindel na narrativa são transferidos para Legolas. No filme live-action de Peter Jackson, O Senhor dos Anéis: A Sociedade do Anel (2001), seu papel é dado a Arwen, que leva Frodo até o Vau de Bruinen e invoca as águas para dispersar os Nazgûl por meio de um encantamento.
Na adaptação musical britânica de O Senhor dos Anéis, apresentada de junho de 2007 a julho de 2008 no Theatre Royal Drury Lane, em Londres, o personagem foi reimaginado como uma elfa de cabelos escuros, interpretada por Alma Ferović.
No filmeO Marciano (2015), o diretor da NASA, Teddy Sanders, pede para ser chamado de Glorfindel durante a discussão do Projeto Elrond, uma reunião secreta sobre planos para resgatar o astronauta Mark Watney. O roteirista do filme, Drew Goddard, afirmou que esse easter egg foi seu momento de maior orgulho no filme.

### Jogos
Glorfindel aparece como um personagem não jogável no videogame de 2002 O Senhor dos Anéis: A Sociedade do Anel. Ele é dublado por Steve Staley [en]. No jogo de estratégia em tempo real de 2006, The Lord of the Rings: The Battle for Middle-earth II, os cabelos de Glorfindel são prateados, em vez de seu característico loiro-dourado. Ele aparece na arte da capa do jogo e é uma das unidades heróicas jogáveis da facção élfica, montando seu cavalo Asfaloth.
Em The Lord of the Rings Online, Glorfindel aparece como um personagem não jogável. Na adaptação da Games Workshop para o jogo de estratégia de mesa O Senhor dos Anéis, Glorfindel é representado em duas versões: uma vestindo uma armadura e outra em vestes, montando Asfaloth. Uma versão de Glorfindel aparece no videogame Lego O Senhor dos Anéis, onde está disponível como conteúdo para download.

### J. R. R. Tolkien
1. 1 2 3 4 5  (Tolkien 1984b, III "A Queda de Gondolin")
2. 1 2  (Tolkien 1977)
3. 1 2 3  (Tolkien 1954a, livro 1, cap. 12 "Fuga para o Vau")
4. ↑  (Tolkien 1988)
5. 1 2  (Tolkien 1996, cap. 13 "Últimos Escritos", "Os Cinco Magos")
6. 1 2  (Tolkien 1996, cap. 13 "Últimos Escritos", "Glorfindel")
7. 1 2 3 4  (Tolkien 1954a, livro 2, cap. 1 "Muitos Encontros")
8. 1 2  (Tolkien 1954a, livro 2, cap. 3 "O Anel Vai para o Sul")
9. ↑  (Tolkien 1955, Apêndice A, I, iv "Gondor e os herdeiros de Anárion")
10. ↑  (Tolkien 1955, livro 5, cap. 6 "A Batalha dos Campos do Pelennor")
11. ↑  (Carpenter 2023, #31 para C.A. Furth da Allen & Unwin, 24 de julho de 1938, afirma que hobbits eram um subgrupo de Homens, não uma raça distinta)